# پووک (نبراسکا)
پووک(به انگلیسی: Polk) شهری در ایالت نبراسکا کشور ایالات متحده آمریکا است که جمعیت آن در سرشماری سال ۲۰۱۰ میلادی، ۳۲۲ نفر بوده‌است.